# 金属水素

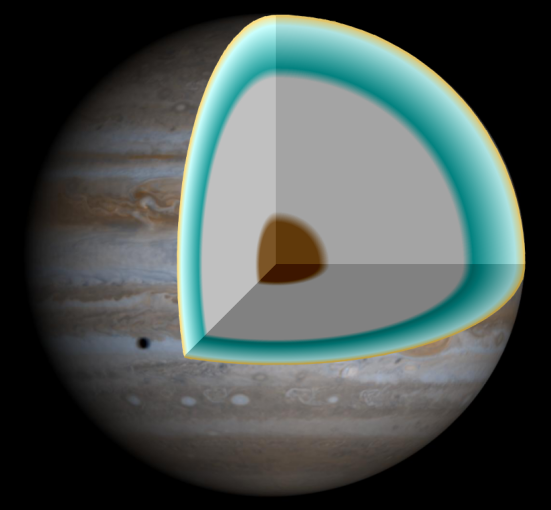
木星（上図）や土星のような木星型惑星では、大量の金属水素を含む可能性がある（上図の灰色部分）。

金属水素（きんぞくすいそ、英: Metallic hydrogen）は、水素が超高圧下で金属的性質を持つようになった状態。縮退物質の一例である。
現在も実験室で金属水素を生成することはできておらず、「高圧物理学の聖杯」と呼ばれる。

## 歴史

### 理論的な予測

#### 圧力下での水素の金属化
1935年、ユージン・ウィグナーとHillard Bell Huntingtonは、25GPa程度の超高圧で、水素原子は電子を保持できなくなり、金属的な性質を示すことを予測した。それ以降、金属水素は、「高圧物理学の聖杯」と呼ばれるようになった。必要な圧力についての当初の予測は低すぎたことが後に証明された。ウィグナーらによる最初の研究以降、様々な理論計算が行われ、高いが実現可能な程度の圧力が示された。水素の金属化のために、地球の中心部よりも大きい500GPa以上の圧力を作り出す技術が開発された。

#### 液体の金属水素
ヘリウム4は、零点エネルギーが高いため、通常の圧力と絶対零度近くの温度では液体である。高密度状態では陽子の零点エネルギーも高く、配列エネルギーは高圧で減少すると考えられている。Neil Ashcroftらは、縮退水素で融点が最大値になるが、400GPa程度で、低温でも水素が液体金属になる密度の範囲があると主張した。

#### 超伝導性
1968年、Ashcroftは、金属水素は、既知の候補金属よりもずっと高い室温程度で超伝導性を示し得ると主張した。この説は、音速が非常に速いこと、伝導電子とフォノンの結合が強いと思われることから考えられた。

#### 量子流体の新しいタイプの可能性
物質の「超」状態として、超伝導、超流動（液体及び気体）、超固体が知られている。Egor Babaevは、水素や重水素が液体金属状態を取る場合、それらは磁壁の中で安定に整列し、超伝導とも超流動とも分類できない2つの新しいタイプの量子流体「超伝導超流動」か「金属超流動」の状態を取りうると予測した。このような流体は、外部磁場と回転に高い反応性を持つと予測され、Babaevの予測を実証することができると考えられた。また、磁場の影響下では、水素は超伝導から超流動、また逆に超流動から超伝導に相転移を起こすことが予測された。

#### 必要な圧力を減らすリチウム添加
2009年、Zurekらは、リチウム合金LiH6が水素の金属化に必要な圧力の4分の1で安定となり、同様の効果は、任意のLiHnでも成り立つことを予測した。

### 実験

#### 衝撃波による水素の金属化
1996年3月、ローレンス・リバモア国立研究所の研究グループは、0.6 g/cmの密度の水素に数千ケルビンの温度と100GPa以上の圧力を数マイクロ秒間かけ、初めての金属水素を思いがけず発見したと報告した。研究チームは金属水素ができることを期待していなかったため、当時必要だと思われていた固体水素を用いず、また金属化理論から導かれる温度よりも高温で実験を行った。250GPa以上の圧力をかけるためにダイヤモンドのアンビル中で固体水素を圧縮していた以前の実験では、検出可能な金属化は見られなかった。研究チームは、予測される電気伝導度の変化を測定する目的で、ミサイルの研究に用いられていた1960年代のライトガスガンを用いて、0.5mmの厚さの液体水素サンプルが封入された容器に衝突板を発射した。液体水素は、電気抵抗を測定する装置に繋がったワイヤと接触していた。研究チームは、圧力が140GPaまで上がると、電気抵抗として測定される電気エネルギーのバンドギャップがほぼゼロに低下することを発見した。非圧縮状態での水素のバンドギャップは約15電子ボルトで絶縁体となるが、圧力が非常に大きくなるとバンドギャップは0.3電子ボルトまで徐々に低下する。液体の熱エネルギー（圧縮のため、温度は3000K程度になる）が0.3電子ボルト以上のため、水素は金属状態にあると考えられた。

#### 1996年以降のその他の実験
より低温低圧で金属水素を作る試みが多く行われた。コーネル大学のArthur RuoffとChandrabhas Narayana は1998年、原子力庁 (フランス)のPaul LoubeyreとRene LeToullecは2002年に、地球の中心に近い圧力（324から345GPa）と100から300Kの温度で、水素のバンドギャップはゼロにならず、金属水素が存在したとしても真のアルカリ金属にはならないことを報告した。重水素を用いた実験等も行われた。ヨーテボリ大学のShahriar BadieiとLeif Holmlidは2004年に、励起した水素原子からなる密度の高い金属状態が水素の金属化を効率的に促進することを示した。

#### 2008年の実験
理論的に予測された溶融曲線の最大値（液体金属水素の必要条件）は、Shanti DeemyadとIsaac F. Silveraによってパルスレーザー加熱を用いて発見された。水素が豊富な合金SiH4は金属化して超伝導性を示すことがM.I. Eremetsらによって発見され、Ashcroftの理論的予想が確かめられた。この水素が豊富な合金では、化学的な与圧により、温和な圧力でも、水素は金属水素に相当する密度で準格子を形成する。しかし、予測されていたSiH4の高圧での金属化と超伝導相は、後に、SiH4の分解後に形成される水素化白金として確認された。

#### 2011年の実験
2011年、EremetsとTroyanは、通常の圧力下で水素と重水素の液体金属状態を観測したと報告した。この報告は、2012年に他の研究者から疑問が呈されている。

#### 2017年の研究
2017年1月27日、ハーバード大の研究者アイザック・シルベラ博士とランガ・ディアス博士が、ダイヤモンドアンビルセルにより 495 GPa という地球の中心部よりも高い圧力をかけ、生成した固体の反射率を測定したところドルーデモデルにより予言される値と一致する値を得たため、金属水素と同定したとする論文を発表した。しかし、2017年2月、シルベラらの研究室にあるとされていた金属水素が消失していることが発表された。

## 別の文脈における金属水素

### 天体物理学
木星、土星や新しく発見された太陽系外惑星の内部では、重力による圧縮により、金属水素が大量に存在すると考えられている。新しいデータでは、以前に考えられていたよりも多くの金属水素が木星に存在することが示唆されている。木星の磁場が非常に強く、地表面近くにあるのは、金属水素の存在が一因だとも言われている。

### 金属への水素の浸透
前記のとおり、圧力をかけたSiH4は金属化する。水素が通常の圧力で様々な金属に浸透することは、良く知られている。リチウム等の金属では、化学反応が起こり、非金属化合物（水素化リチウム）を形成する。また、水銀アマルガムの形成のように、水素が金属に混ざることも可能である。多くの金属は水素を吸収すると水素ぜい化を起こするが、パラジウムのように水素を吸収しても金属性の残る金属も知られている。

## 応用

### 燃料
MSMH(metastable metallic hydrogen: 準安定金属水素)は、水を排出するクリーンで効率的な燃料になることが期待されている。通常は液体水素の12倍の密度であり、分子を再結合すると、酸素中で水素を燃焼させた時の20倍のエネルギーを放出する。燃焼速度はより速くなり、スペースシャトルで用いられていた液体水素/液体酸素の5倍も効率的な推進剤となりうる。
上記のローレンス・リバモア国立研究所の実験では、燃焼時間が短く、準安定状態が可能かどうか確認できなかった。